# SN 2006tz
SN 2006tz – supernowa typu II odkryta 21 grudnia 2006 roku w galaktyce A021027-0417. Jej maksymalna jasność wynosiła 22,90m.